# 佐藤賢了
佐藤 賢了（さとう けんりょう、1895年（明治28年）6月1日 - 1975年（昭和50年）2月6日）は、日本の陸軍軍人。最終階級は陸軍中将。

## 経歴
1895年（明治28年）6月1日、石川県河北郡花園村字今町（現・金沢市今町）に生まれる。
1914年（大正3年）に金沢第一中学校（中学校同期には海軍少将中堂観恵（海兵44期）・海軍大佐橘正雄（海兵45期）が在籍した）を卒業し陸軍士官学校へ入学、1917年（大正6年）5月、官報によると第29期を257番/536名の成績で卒業。このクラスからは1番の河村参郎（中将、第224師団長）、3番の有末精三（中将、参謀本部第2部長）、6番の後藤光蔵（中将、第1総軍参謀副長）、11番の鎌田銓一（中将、第2野戦鉄道司令官）、27番の稲田正純（中将、第16方面軍参謀長兼西部軍管区参謀長）、46番の額田坦（中将、陸軍省人事局長）など昭和の陸軍を牽引した多くの人物を輩出している。
12月25日、砲兵少尉に任官、野砲兵第1連隊附となる。1920年（大正9年）11月26日、陸軍砲工学校高等科を卒業（26期）。1921年（大正10年）4月、砲兵中尉に昇進。1925年（大正14年）11月27日、陸軍大学校第37期を卒業。陸大在学中に兵学教官の東條英機歩兵中佐（17期）の知遇を得、秘蔵っ子的存在となる。
1926年（大正15年）3月、砲兵大尉に昇進。
1930年（昭和5年）5月、アメリカ駐在、米野砲兵第12連隊附。駐在時にはテキサス州で砲兵隊の隊付将校としての経験から、陸軍部内ではその経歴から知米派の扱いを受けた。

### 「黙れ」事件
1936年（昭和11年）8月1日、軍務局課員（軍務課国内班長）。1937年（昭和12年）3月、砲兵中佐に昇進。8月、航空兵中佐に任ぜられる。

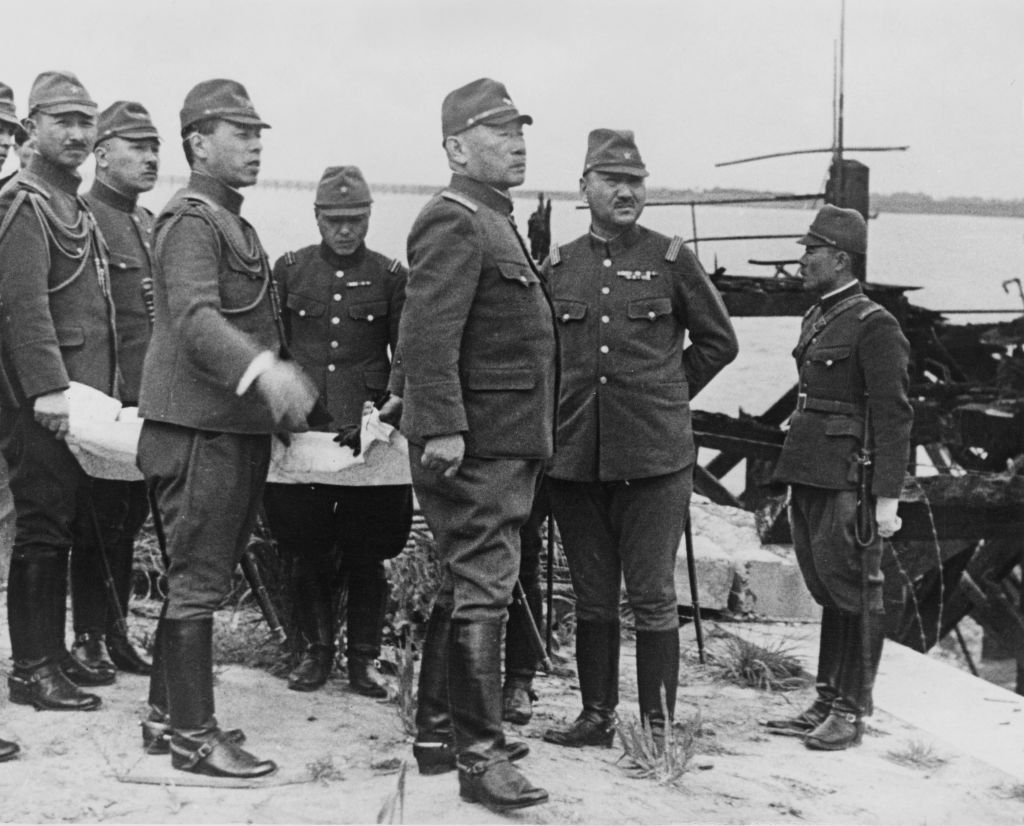
1938年、上海を視察する杉山元陸相（右から3人目）に随行する佐藤（右から2人目）

1938年（昭和13年）3月3日、“黙れ事件”を起こす。軍務課国内班長として衆議院の国家総動員法委員会において陸軍省の説明員として出席。国会審議で佐藤が法案を説明し、法案の精神、自身の信念などを長時間演説した事に対し、他の委員（佐藤の陸軍士官学校時代の教官でもあった立憲政友会の宮脇長吉など）より「やめさせろ」「討論ではない」などの野次が飛んだが、これを「黙れ!」と一喝。政府側説明員に過ぎない人物の国会議員に対する発言として、板野友造らによって問題視されるも、佐藤が席を蹴って退場したため、委員会は紛糾し散会となった。その後杉山元陸軍大臣（12期）により本件に関する陳謝がなされたが、佐藤に対し特に処分は下らなかった。作家の半藤一利によれば、戦後のインタビューで佐藤は「国防に任ずる者は、たえず強靱な備えのない平和というものはないと考えておる。そんな備えなき平和なんてもんは幻想にすぎん。その備えを固めるためにはあの総動員法が必要であったのだ」と語ったという。
1940年（昭和15年）2月10日、南支那方面軍参謀副長に就任。松岡・アンリ協定に基づく北部仏印進駐を進めるが、現地における細目協定の成立にもかかわらず、9月23日に日本軍が越境し、仏印軍との衝突に至る。これは富永恭次参謀本部第1部長（25期）との謀議によるものであり、国際的な非難を浴び、富永少将は東部軍司令部附に左遷される。この時、仏印国境監視団長として仏印側と折衝を担当した西原一策少将（25期）が、陸軍次官、参謀次長、海軍次官、軍令部次長あてに発した「統帥乱レテ信ヲ中外ニ失フ」という電文は有名。西原機関にいた小池龍二大佐（31期）は「彼（佐藤）とは二日二晩徹夜で談判したことがありますが、こちらの言い分にも耳を傾けるし、論敵ながら男らしい、さっぱりとした人でしたよ。その辺は、職権をかさに着た陰険な富永少将とは両人ともやる事は強引ですが、ずいぶん感じが違いました」と述べている。佐藤の上司で謀議に関与しなかった安藤利吉南支那方面軍司令官（16期）も責めを負って予備役に編入された。

### 太平洋戦争
1941年（昭和16年）3月1日、陸軍省軍務局軍務課長に就任。東條英機の側近として知られ、巷間「三奸四愚」と呼ばれた側近のうち四愚の一人とされる（残りの3人は木村兵太郎、真田穣一郎、赤松貞雄）。軍務課長という立場でありながら、昭和天皇の開戦回避の聖旨に添って動く東條首相兼陸相や、開戦に慎重な武藤章軍務局長（25期）よりも、田中新一参謀本部第1部長（25期）を筆頭に開戦に積極的な参謀本部を支持していた。自身も東條の前で日米交渉に消極的な意見を吐き、逆に東條に叱責されている。
この頃の佐藤たち陸軍省中枢スタッフの活動については、保阪正康著『陸軍省軍務局と日米開戦』で、軍務課高級課員石井秋穂中佐（34期）を中心に開戦に至るまでの陸軍省軍務局の葛藤を描いている。（この作品は、2008年にドラマ化され「あの戦争は何だったのか 日米開戦と東條英機」として放映されている。）
1941年（昭和16年）10月15日、少将に昇進。これは陸軍省令に臨時特例を設けたことによる異例の昇進であった。引き続き軍務課長を務める中、同年12月太平洋戦争勃発。
1942年（昭和17年）4月20日、陸軍大臣の軍政に関する最高スタッフである陸軍省軍務局長に就任。
ガタルカナル増援をめぐる船舶徴用問題に携わる。この方面での作戦に消極的な東條首相兼陸相の意を受け、民間船舶増徴を迫る参謀本部との折衝を繰り返すが、12月5日、田中との乱闘事件を引き起こし、翌日には首相官邸において田中が東條を面罵、罷免される事態となる。
1943年（昭和18年）、山本五十六が戦死した際にはミッドウェー海戦の失敗を引き合いに出して「国葬にするのは適当ではない」と東條に進言したが、東條は陸海軍の協調を優先して進言を退けた。

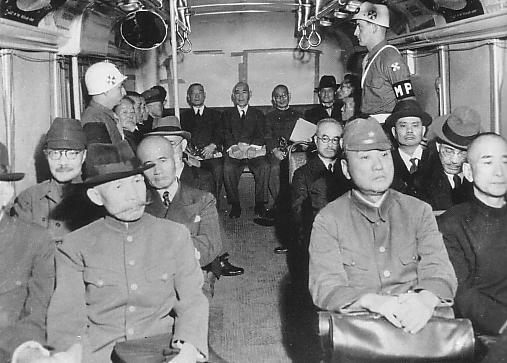
連行されるバス中のA級戦犯たち（前列右2人目が佐藤）

1944年（昭和19年）7月、サイパン失陥によって東條内閣が窮地に立たされると、東條は内閣改造による頽勢の挽回を図り、佐藤もその指示により奔走するが、重臣の抵抗により挫折し東條は退陣を余儀なくされる。東條の失脚後は中央から追われ、支那派遣軍総参謀副長となる。教育総監から陸相に回った杉山元に、蔣介石との和平の途を模索するよう言い含められていたが、現地はそのような状況にはなく成果は挙げられなかった。
1944年9月5日、陸海技術運用委員会が設置され、佐藤は海軍の軍務局長とともに副委員長を務めた。特殊奇襲兵器開発のために陸海民の科学技術の一体化が図られた。
1944年（昭和19年）12月14日支那派遣軍総参謀副長。1945年（昭和20年）4月に親補職である第37師団長に就任。

### 戦後
1945年（昭和20年）8月15日終戦。
同年12月2日、連合国軍最高司令官総司令部は日本政府に対し佐藤を逮捕するよう命令（第三次逮捕者59名中の1人）。
巣鴨拘置所に勾留された。
佐藤は最年少のA級戦犯として起訴され、極東国際軍事裁判に出廷。出廷中は東条英機とともに軍服を着用し続けた（少なくとも1947年8月まで。東条が詰襟であるのに対し、佐藤は開襟シャツ）。終身刑の判決を受けて服役し、いわゆるA級戦犯では最も遅くまで拘留され1956年（昭和31年）3月31日に釈放。その後は東急管財（現・東急ファシリティサービス）社長を務めた。
また、自身の反米体験をもとにベトナム戦争反対運動に参加して話題になり、「共産党は無理だが、社会党の公聴会に呼んでくれないものか」と語った事もある。
1965年8月のベトナムに平和を!市民連合（ベ平連）討論集会に講師として出席した佐藤は、アメリカを糾弾する演説で会場の拍手を浴び、アメリカが強気なのは「中ソ対立のすきをねらってのことと思われる」として、共産党代表の上田耕一郎（当時共産党政策委員会中央委員候補）に「中ソの対立をやめさすように、日本の共産党は、努力なさいませんか」と呼びかけた。開戦時の陸軍中枢においてアジアの植民地解放に最も熱心であり、死の直前まで面談者には大東亜戦争（太平洋戦争）は聖戦だったと主張していた。1963年『教養特集 日本回顧録 東京裁判』で、「私の有罪の決め手となったのはね、平時他国の領土に軍隊を置くということは犯罪的だという。どうです いったい。アメリカはその当時から今日に至るまで、世界各国に防共のために軍隊を置き、軍事基地を設けてるじゃありませんか。東京裁判の正体っていうのはこんなものなんですよ」と語っていた。
身長は5尺6寸（169cm）。囲碁が好きであり、岡敬純海軍中将とは囲碁仲間であった。 1975年（昭和50年）、囲碁の対局中に死亡している。
長男は陸軍から戦後、航空自衛隊に入隊し、空将補に昇進、次男は関西電力勤務、三男は早稲田大学教育学部教授。

## 年譜
- 1914年（大正3年）4月 - 陸軍士官学校入学。
- 1917年（大正6年）
  - 5月25日 - 陸軍士官学校卒業（29期）。
  - 12月25日 - 砲兵少尉に昇進。野砲兵第1連隊附。
- 1920年（大正9年）11月26日 - 陸軍砲工学校高等科卒業（26期）。
- 1921年（大正10年）4月 - 砲兵中尉に昇進。
- 1925年（大正14年）11月27日 - 陸軍大学校卒業（37期）。
- 1926年（大正15年）
  - 3月 - 砲兵大尉に昇進。
  - 12月 - 整備局附勤務（統制課）。
- 1928年（昭和3年）3月 - 整備局課員。
- 1930年（昭和5年）5月 - アメリカ駐在、米野砲兵第12連隊附（～1932年7月）。
- 1932年（昭和7年）8月 - 砲兵少佐に昇進、野重砲兵第6連隊大隊長。
- 1933年（昭和8年）8月 - 整備局課員（統制課）。
- 1935年（昭和10年）8月1日 - 陸軍大学校兵学教官。
- 1936年（昭和11年）8月1日 - 軍務局課員（軍務課国内班長）。
- 1937年（昭和12年）
  - 3月 - 砲兵中佐に昇進。
  - 8月 - 航空兵中佐に任ぜられる。
- 1938年（昭和13年）
  - 3月3日 - 「黙れ」事件。
  - 7月15日 - 航空兵大佐に昇進、新聞班長兼大本営報道部長。日本評論昭和13年12月号に「東亜協同体の結成」を発表。
  - 12月10日 - 浜松陸軍飛行学校附。
- 1939年（昭和14年）3月9日 - 第21軍参謀副長。
- 1940年（昭和15年）2月10日 - 南支那方面軍参謀副長。
- 1941年（昭和16年）
  - 3月1日 - 陸軍省軍務課長。
  - 10月15日 - 少将に昇進。
- 1942年（昭和17年）4月20日 - 陸軍省軍務局長。
- 1944年（昭和19年）12月14日 - 支那派遣軍総参謀副長。
- 1945年（昭和20年）
  - 3月1日 - 中将に昇進。
  - 4月7日 - 第37師団長。
  - 12月 - 予備役編入。
- 1948年（昭和23年）1月31日 - 公職追放の仮指定を受けた[9]。

1975年（昭和50年）2月6日 - 死去

## 栄典
位階
- 1918年（大正7年）2月21日 - 正八位[10]
- 1922年（大正10年）5月10日 - 従七位[10]
- 1926年（大正15年）6月15日 - 正七位[10]
- 1931年（昭和6年）7月15日 - 従六位[10]
- 1936年（昭和11年）8月1日 - 正六位[10]
- 1938年（昭和13年）9月1日 - 従五位[10]
- 1941年（昭和16年）11月15日 - 正五位[10]

勲章等
- 1930年（昭和5年）7月8日 - 勲六等瑞宝章[10]
- 1939年（昭和14年）6月17日 - 勲三等瑞宝章[10]
- 1940年（昭和15年）4月29日 - 旭日中綬章・功三級金鵄勲章[10]

外国勲章佩用允許
- 1943年（昭和18年）7月14日 - 中華民国：二級同光勲章[11]

## 著書
- 『新國民運動に待望す』（農村研究社、1938年（昭和13年））
- 『東条英機と太平洋戦争』（文藝春秋社、1960年（昭和35年））
- 『大東亜戦争回顧録』（徳間書店、1966年（昭和41年））
- 『佐藤賢了の証言』（芙蓉書房、1976年（昭和51年））
- 『軍務局長の賭け』（芙蓉書房、1985年（昭和60年））